# Мозинью да Силвейра, Жозе Шавьер

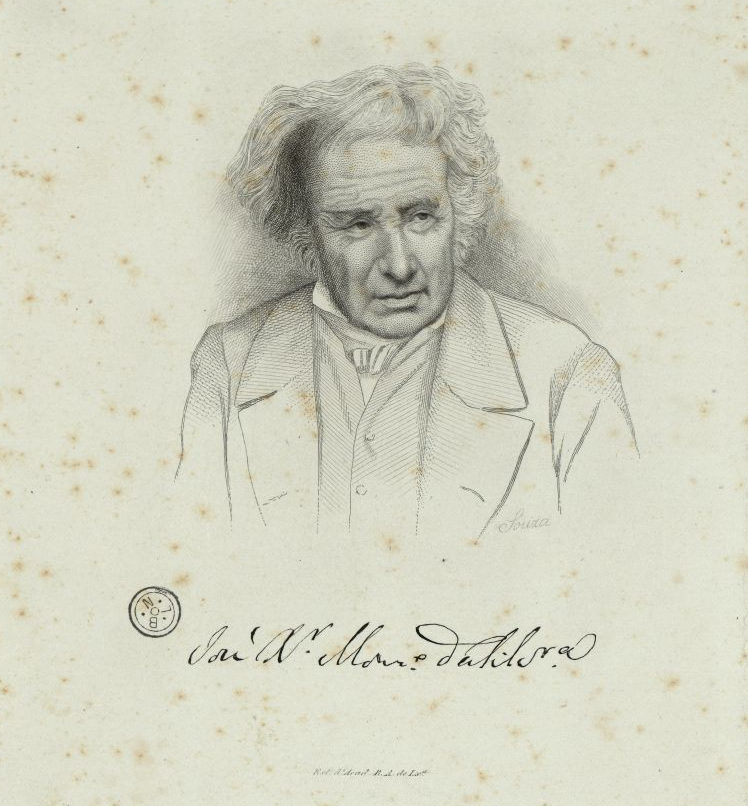

Жозе Шавьер Мозинью да Силвейра (Порт. José Xavier Mouzinho da Silveira; 12 июля 1780,  Каштелу-ди-Види — 4 апреля 1849,  Лиссабон) — португальский политический и государственный деятель, юрист, экономист. Министр финансов (1823 и 1832—1833), по делам религий и юстиции в либеральном правительстве Педру IV (1832—1833).

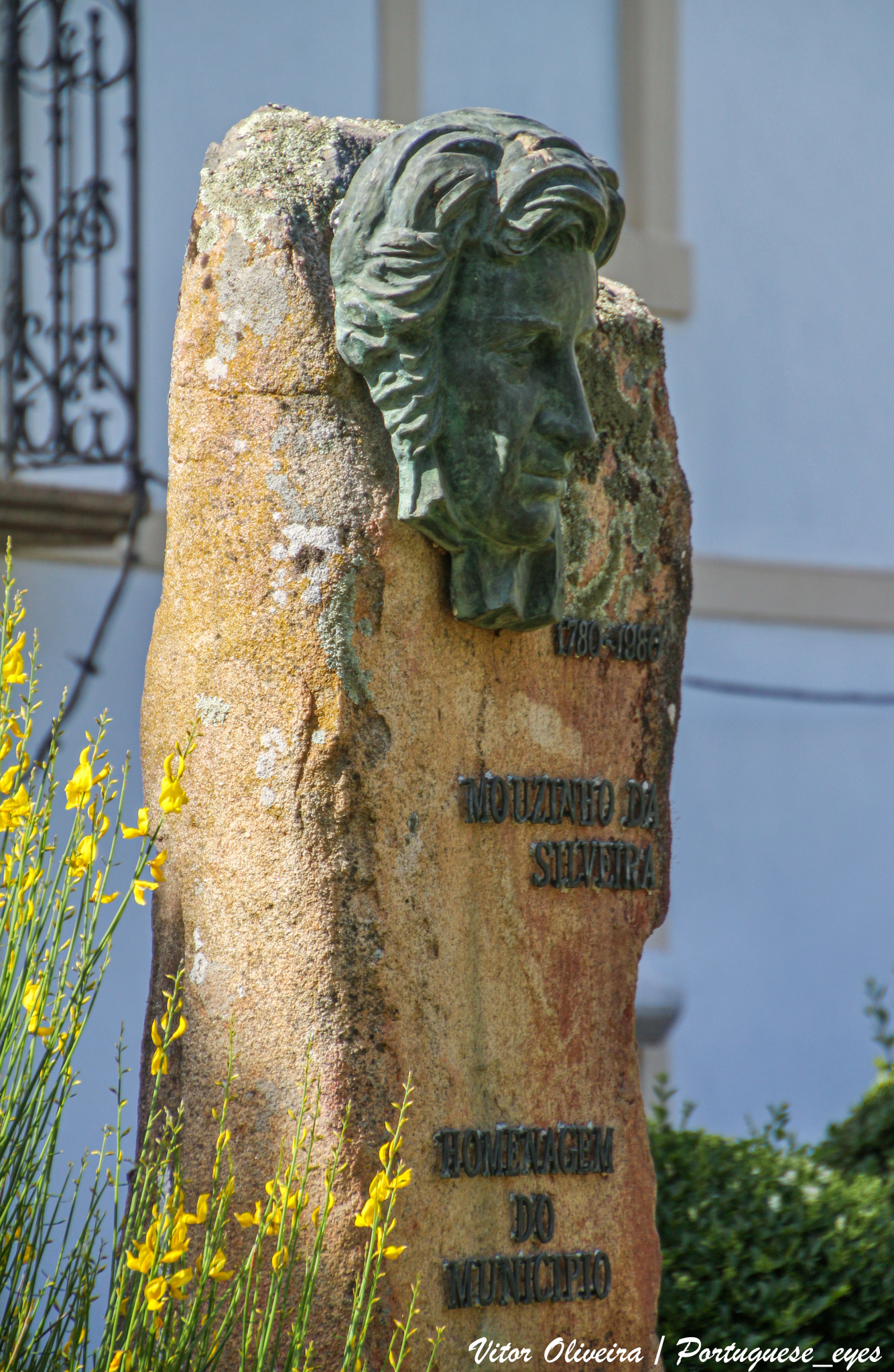
Памятник Жозе Шавьер Мозинью да Силвейре в Каштелу-ди-Види

## Биография
Сын богатого землевладельца. Изучал право в Порту (1797—1802). Служил про королевском дворе.
Был близок к деятелям Португальской революции 1820 года. Один из проводников либерального движения в Португалии. Член картистской партии. Член Палаты депутатов Парламента.
В 1824 году после контрреволюционного переворота, осуществленного абсолютистами во главе с Мигелем Брагансским, был арестован, но вскоре, в связи с поражением мигелистов, освобождёнен. В 1828 году после провозглашения Мигела королём, эмигрировал во Францию. В 1832 году был назначен министром финансов и юстиции правительства выступавших против Мигела конституционалистов, вместе с которыми вернулся в Португалию. Провёл ряд ограниченных буржуазхных реформ: разделение административных и судебных властей, создание выборных советов (жунт) на местах и др.
После ухода 1 января 1833 г. с министерского поста перестал играть значительную роль в политической жизни Португалии.